# Костромская улица (Санкт-Петербург)
Костромска́я у́лица — улица в Центральном районе Санкт-Петербурга. Проходит от Тульской улицы и за Сухопутный переулок.

## История
Первоначально — Конюшенный переулок (с 1821 по 1846 год). Проходил от улицы Бонч-Бруевича до Дегтярного переулка. Название связано с тем, что в переулке находились конюшни лейб-гвардии Конногвардейского полка.

С 1828 года — Конюшенная улица.

Современное название дано 14 июля 1859 года по городу Костроме в ряду улиц Рождественской части, названных по городам Центральной России.

Участок от улицы Бонч-Бруевича до Тульской улицы закрыт в 1952 году.

Участок у Дегтярного переулка закрыт в 1961 году.

## Объекты
- Дом 4 — родильный дом № 13
- 442 Окружной Военный Клинический Госпиталь им. З. П. Соловьева